# Subhimalus nigrifacialis
Subhimalus nigrifacialis är en insektsart som beskrevs av William Lucas Distant 1918. Subhimalus nigrifacialis ingår i släktet Subhimalus och familjen dvärgstritar. Inga underarter finns listade i Catalogue of Life.